# Gerhard Jacobi (General)
Kurt Johann Friedrich Gerhard Jacobi (* 25. August 1913 in Kiel; † 10. Juni 1980 in Salzhausen) war ein deutscher Offizier, zuletzt Brigadegeneral des Heeres der Bundeswehr und Brigadekommandeur der Panzerbrigade 12 in Amberg.

## Leben
Jacobi wurde als Sohn des späteren Generalleutnants Alfred Jacobi (* 1884) geboren. Er trat im April 1934 als Rekrut beim II. Bataillon/Artillerieregiment 3 in Frankfurt/Oder in die Wehrmacht ein und durchlief dort vom Oktober bis Dezember 1934 die Truppenausbildung. Von Januar bis Oktober 1935 besuchte er die Kriegsschule Dresden und anschließend bis Februar 1936 die Artillerieschule in Jüterbog. Im März 1936 wurde er Batterieoffizier im III. Bataillon des Artillerieregiments 18 in Liegnitz, am 1. April 1936 zum Leutnant ernannt und im Juli 1936 Ordonnanzoffizier in diesem Regiment. Im April und Mai 1937 besuchte er die Heeresnachrichtenschule in Halle (Saale), um darauf Chef der Stabsbatterie des Artillerieregiments 18 zu werden. Von April 1938 bis Juli 1938 besuchte er den Lehrgang für Reitlehrer an der Kavallerieschule der Reichswehr in Hannover. Ab August 1938 war er Batteriechef der II. Batterie des Artillerieregiments 54, besuchte von Februar bis März 1939 den Lehrgang für Batteriechefs an der Artillerieschule Jüterbog und wurde am 1. April 1939 zum Oberleutnant ernannt. Im September und Oktober 1940 absolvierte er den Lehrgang für Panzerartillerie an der Panzertruppenschule in Auxerre und war das ganze Jahr 1942 an der Batterieschule im Artillerieregiment 1 in Jüterbog. Ab 1. Januar 1943 gehörte er zur Führerreserve im Oberkommando des Heeres (OKH) und war zur 328. Infanteriedivision kommandiert, ab Mai 1943 zum XXIV. Panzerkorps. Von Oktober 1943 bis Februar 1944 absolvierte er den 11. Generalstabslehrgang an der Kriegsakademie in Hirschberg/Schlesien und wurde am 6. Februar 1944 zum Generalstab kommandiert. Ab 20. Februar 1944 war er Ib, danach Ia, der 370. Infanteriedivision und wurde am 1. April 1944 zum Major im Generalstab ernannt. Am 1. Juni 1944 wurde er zum Generalstab versetzt und war ab 10. August 1944 wieder in der Führerreserve im OKH. Am 5. September 1944 wurde er Quartiermeister 1 im Panzerarmeeoberkommando 2 und am 1. April 1945 zum Oberstleutnant ernannt.
Vom 12. Mai bis 4. Dezember 1945 war Jacobi in Kriegsgefangenschaft. Von März 1946 bis Dezember 1949 absolvierte er eine Lehre zum Tischler in Celle, legte am 23. März 1948 die Gesellenprüfung ab und war anschließend Geselle. Ab 1950 war er Leiter des Krankentransportwesens und ab 1953 Geschäftsführer beim Deutschen Roten Kreuz in Celle. 
Anfang 1956 trat Jacobi in die Bundeswehr ein und wurde Hilfsreferent im Referat V C 3 im Bundesministerium der Verteidigung (BMVg) in Bonn. Von 1957 bis Februar 1961 war er Lehrer für Taktik und Logistik an der Führungsakademie der Bundeswehr in Hamburg. Währenddessen absolvierte er im Oktober 1957 eine Informationsreise zum Generalstabscollege der United States Army in Fort Leavenworth in Kansas in den Vereinigten Staaten. Am 22. März 1961 wurde der zum Oberst ernannt und war von März 1961 bis April 1965 Referatsleiter V I im Führungsstab des Heeres im BMVg in Bonn und ab April 1965 zur besonderen Verwendung und Einweisung in eine neue Verwendung beim Brigadekommandeur der Panzergrenadierbrigade 5 in Homberg/Efze eingesetzt.
Vom Juli 1965 bis September 1970 führte Jacobi die Panzerbrigade 12 in Amberg als Brigadekommandeur, wobei er am 2. Oktober 1968 zum Brigadegeneral ernannt wurde. Im September 1970 wurde er in den Ruhestand versetzt und verunglückte am 10. Juni 1980 in Salzhausen tödlich.
Jacobi war verheiratet und hatte drei Kinder.

## Auszeichnungen
- 1970: Verdienstkreuz 1 Klasse des Verdienstordens der Bundesrepublik Deutschland